# Boom (trap)

Dwarsdoorsnede trap, 1=optrede, 2=wel, 3=aantrede, 4=voorhout, 5=achterhout, 6=wellat, 7=trapboom, 8=stootbord

De boom, wang of trapboom van een trap draagt de treden. De boom van een trap wordt gevormd door de hoofdliggers waarop of waarin de treden met de eventuele stootborden bevestigd zijn.
Een trap heeft meestal twee trapbomen. De boom aan de muurzijde heet de binnenboom, de andere heet de buitenboom. Bij een houten trap zijn de trapbomen vaak ingefreesd zodat de treden en stootborden er in verankerd worden. Bij een keepboom liggen de treden op de bomen en niet erin.
Zijn beide bomen gelijk aan elkaar, dan spreken we van een rechte steektrap, de trap loopt dus zonder verdraaiing naar boven. Een scheluwe trap daarentegen begint of eindigt met een draaiing en de bomen zijn derhalve niet aan elkaar gelijk. Een spiltrap heeft slechts een boom en wel een buitenboom.